# Isomyia facialis
Isomyia facialis är en tvåvingeart som beskrevs av James 1970. Isomyia facialis ingår i släktet Isomyia och familjen Rhiniidae.
Artens utbredningsområde är Thailand. Inga underarter finns listade i Catalogue of Life.